# Jardín Botánico de Giessen
El Jardín Botánico de Giessen (en alemán: Botanischer Garten Gießen, también conocido como Botanischer Garten der Justus-Liebig-Universität Gießen) es un jardín botánico histórico de una 4 hectáreas de extensión que está administrado por la Universidad de Giessen. Se encuentra en Giessen, Alemania. Es el jardín botánico más antiguo que todavía permanece en el terreno original de su fundación. Su código de reconocimiento internacional como institución botánica así como de su herbario es GIESS

## Localización
Botanischer Garten der Justus-Liebig Universität Giessen, Senckenbergstrasse 6, Giessen, Hesse, 35390 Deutschland-Alemania.50°35′19″N 8°41′53″E / 50.58861, 8.69806
- Promedio Anual de Lluvias: 654 mm
- Altitud: 159.00 m s. n. m.
- Área Total Bajo Cristal: 1800 metros

Se encuentra abierto a diário con entrada libre.

## Historia
El jardín fue fundado en 1609, año en el que Luis V, landgrave de Hesse-Darmstad, donó parte del jardín de palacio a su universidad recién creada, para utilizarlo como hortus medicus , siguiendo las pautas anteriores de creación de tales jardines en Leipzig (1580), Heidelberg (1597) y Eichstätt (1600). 
El médico y botánico Ludwig Jungermann (1572-1653) diseñó el jardín sobre un área de 1200 m². El jardín cayó en decaimiento durante Guerra de los Treinta Años (1618-1648), pero en 1699 se registra la construcción de una estufa fría para las plantas sensibles a las heladas, y en 1720 fue construido su primer invernadero (demolido posteriormente en 1859). En 1773 el jardín fue descrito como un jardín botánico algo más que un hortus medicus.
En 1802 el nuevo jardín de silvicultura de la universidad fue establecido adyacente al jardín botánico por Friedrich Ludwig Walther (1759-1824). En 1805, cuando se derribó la pared de la fortaleza, el espacio resultante fue incorporado en el jardín; sus remanentes están todavía presentes debajo de una colina artificial.
Johann Bernhard Wilbrand, director del jardín, unió el jardín botánico y el de la silvicultura, en este momento el jardín alcanzó su actual área. Cuando el jardín de la silvicultura entonces fue trasladado en 1825, sus magníficos árboles permanecieron como parte del jardín botánico. 
El jardín fue trasladado en 1891 para reflejar una organización sistemática. A principios de la década de 1900 fue construida una gran casa tropical. Desafortunadamente la casa tropical fue destruida en la Segunda Guerra Mundial, y el jardín en sí mismo seriamente dañado. El jardín se ha restaurado a fondo actualmente.

## Colecciones
El jardín contiene actualmente unas 8000 especies de plantas, sobre todo para el uso en la investigación por los estudiantes de botánica, agronomía, geografía, medicina, y veterinaria.